# Cherry (單曲)
《Cherry》（日語：チェリー），是日本樂團SPITZ的第13張單曲。1996年4月10日發行。是SPITZ的代表作之一，也是他們迄今銷量第二高的單曲。

## 簡介
原本單曲的名稱打算命名為「びわ」（枇杷）。
與當時如日中天的樂團Mr.Children的單曲《花 -Mémento-Mori-》同日發售，兩首歌曲都是non tie-up單曲，因此受到外界很大的關注。發行首週，《Cherry》銷量為35.2萬張，排行第2位，落後於《花 -Mémento-Mori-》；直至發售後的第4週，《Cherry》拼著充足的後勁才終於躍居週榜冠軍位置。
Oricon公信榜統計總銷量達161萬張，最終反而以3萬的優勢小胜《花 -Mémento-Mori-》，成為1996年度日本單曲銷量第4位的單曲。 也是日本史上銷量第三高的無tie-up單曲，僅次於Mr.Children的《See-Saw Game ～勇敢的戀曲～》和宇多田光的《Wait&See ～Risk～》。
是SPITZ迄今銷量第二高的單曲，僅次於《Robinson》。

## 收錄曲目
1. Cherry（チェリー）
作詞、作曲：草野正宗；編曲：笹路正德&SPITZ
2. Bunny girl（バニーガール）
作詞、作曲：草野正宗；編曲：笹路正德&SPITZ